# Teste M de Weierstrass
Em matemática, no estudo das séries de funções, o teste M de Weierstrass é uma extensão do teste da comparação que aplica à estabelecer a convergência uniforme destas séries, ao compará-las com séries numéricas.
O teste M de Weierstrass se aplica originalmente às séries de funções reais ou complexas, mas pode se aplicar a qualquer a séries de funções cuja imagem são pontos de um espaço de Banach.

## Notação e enunciado
Sejam  {\displaystyle \{f_{n}\}} uma seqüência de funções reais ou complexas definidas em um conjunto {\displaystyle A},  {\displaystyle M_{n}} uma seqüência de reais não-negativos, tais que:
- {\displaystyle |f_{n}(x)|\leq M_{n}} para todo {\displaystyle n>1\,} e todo {\displaystyle x\in A\,}.
- {\displaystyle \sum _{n=1}^{\infty }M_{n}<\infty }

Então:
{\displaystyle \sum _{n=1}^{\infty }f_{n}(x)} converge uniformemente em {\displaystyle A\,}

## Demonstração
O teste da comparação garante que a série numérica:
{\displaystyle \sum _{n=1}^{\infty }f_{n}(x)}  converge para cada {\displaystyle x\in A\,}
Seja {\displaystyle f\,} o limite pontual de {\displaystyle f_{n}\,}
Para mostrar que a convergência é uniforme, fixe um {\displaystyle \epsilon >0\,}. Da convegência da série formada pelos {\displaystyle M_{n}\,}, temos que existe um {\displaystyle N\,} tal que:
{\displaystyle \sum _{n=N}^{\infty }M_{n}<\epsilon }
Então estimamos pelo teste da comparação, mais uma vez.
{\displaystyle \sum _{n=N}^{\infty }f_{n}(x)\leq \sum _{n=N}^{\infty }|f_{n}(x)|\leq \sum _{n=N}^{\infty }M_{n}<\epsilon }
E o resultado segue, pois {\displaystyle N\,} não foi escolhido com base em {\displaystyle x\,}.

## Generalização
A versão mais geral envolvendo funções cuja imagem está num espaço de Banach é análoga substituindo módulos por normas.
- {\displaystyle ||f_{n}||\leq M_{n}}.